# Abeshge
« Goro (woreda, Sud) » redirige ici. Pour les autres significations, voir Goro.
Abeshge (ou Abeshege) est un woreda du centre-sud de l’Éthiopie situé dans la zone Gurage. Peuplé de 61 424 habitants en 2007, il reprend la partie occidentale de l'ancien woreda Goro. Abeshge fait partie de la région des nations, nationalités et peuples du Sud jusqu'au transfert de la zone Gurage dans la région Éthiopie du Centre en août 2023.
L'ancien woreda Goro se subdivise en 2007 entre Abeshge, Kebena et la ville de Welkite qui a désormais le statut de woreda,.
Situé à l'extrémité nord-ouest de la zone Gurage, Abeshge est bordé par les zones Jimma, Ouest Shewa et Sud-Ouest Shewa de la région Oromia. Il fait partie du bassin versant de l'Omo par les rivières Gibe et Wabe,.
| Nono  | Ameya   | Goro           |
|       | Abeshge | Kebena Welkite |
| Chora | Sekoru  | Cheha Ezha     |

Le recensement national de 2007 fait état d'une population de 61 424 habitants entièrement rurale dans le woreda Abeshge.
Près de 51 % des habitants du woreda sont orthodoxes, 32 % sont musulmans, 16 % sont protestants et 1 % sont catholiques.
En 2022, sa population est estimée à 79 901 personnes avec une densité de population de 143 personnes par km2 et 559 km2 de superficie,.